# Forest Hills (Michigan)
Forest Hills – jednostka osadnicza w Stanach Zjednoczonych, w stanie Michigan, w hrabstwie Kent.